# 사회복지지출
사회복지지출(Social Expenditure)은 한나라에서 자국의 공공사회복지지출(Public Social Expenditure, 공공지출)과 법정민간지출((Mandatory Private Social Expenditure)을 합한 지출액이다. OECD에서 발표하는 경제및 사회복지 지표중 하나이다. 공공지출은 일반정부지출(공공부조,  사회복지서비스) 및 사회보험지출(연금, 건강보험, 산재, 고용보험, 장기요양), 취약계층을 위한 교통통신요금 감면등 공적 사회보장을 가리키며  법정민간지출은  정부로부터 세제상의 혜택 또는 재정적지원을 받으며 정부의 규제를 받는 부문으로 경제행위자(대체로 고용주)들이 민간보험 등을 통하여 의무적으로 제공하도록 되어 있는 급여부분 등을 의미한다.

## 총사회복지지출
민간부문의 법정 의무가 아닌 자발적 지출로 근로연계(보육비 지원, 학비지원 등) 및 비근로연계(민간모금활동, 기업복지재단, 종교단체재원 등)에 의한 지출은 자발적민간사회복지지출(Voluntary Private Social Expenditure)이라고하며 공공지출 그리고 법정민간지출과 함께 합하여 총사회복지지출(Gross Social Expenditure)이라고 한다.

## 나라별  사회복지지출 현황
| 국가           | 사회복지지출 (% of GDP) | 년도 |
| -------------- | ----------------------- | ---- |
| 프랑스         | 31.2                    | 2018 |
| 벨기에         | 28.9                    | 2018 |
| 핀란드         | 28.7                    | 2018 |
| 덴마크         | 28.0                    | 2018 |
| 이탈리아       | 27.9                    | 2018 |
| 오스트리아     | 26.6                    | 2018 |
| 스웨덴         | 26.1                    | 2018 |
| 독일           | 25.1                    | 2018 |
| 노르웨이       | 25.0                    | 2018 |
| 스페인         | 23.7                    | 2018 |
| 그리스         | 23.5                    | 2018 |
| 포르투갈       | 22.6                    | 2018 |
| 룩셈부르크     | 22.4                    | 2018 |
| 일본           | 21.9                    | 2015 |
| 슬로베니아     | 21.2                    | 2018 |
| 폴란드         | 21.1                    | 2018 |
| 영국           | 20.6                    | 2018 |
| 헝가리         | 19.4                    | 2018 |
| 뉴질랜드       | 18.9                    | 2018 |
| 체코           | 18.7                    | 2018 |
| 미국           | 18.7                    | 2018 |
| 에스토니아     | 18.4                    | 2018 |
| 오스트레일리아 | 17.8                    | 2016 |
| 캐나다         | 17.3                    | 2017 |
| 네덜란드       | 16.7                    | 2018 |
| 라트비아       | 16.2                    | 2018 |
| 리투아니아     | 16.2                    | 2018 |
| 이스라엘       | 16.0                    | 2017 |
| 스위스         | 16.0                    | 2018 |
| 아이슬란드     | 16.0                    | 2018 |
| 아일랜드       | 14.4                    | 2018 |
| 튀르키예       | 12.5                    | 2016 |
| 대한민국       | 11.1                    | 2018 |
| 칠레           | 10.9                    | 2017 |
| 멕시코         | 7.5                     | 2016 |

## 같이 보기
- GDP
- 지니 계수